# Pueblo cham
Los chăm o sham son una etnia que habita en Camboya, Vietnam y Tailandia. Cerca de cien mil personas viven en las ciudades de Phan Rang y Phan Thiet, en el Vietnam central, mientras otra comunidad importante de chăm vive en Ciudad Ho Chi Minh.
En Camboya vivía el grupo más numeroso; más de 500 000 personas. Aunque la población se redujo debido a las sucesivas guerras y durante el régimen del dictador Pol Pot. Constituyen el corazón de la comunidad musulmana en Camboya y Vietnam. La lengua cham pertenece a la familia lingüística malayo-polinesia.
Se considera que el pueblo chăm desciende de los pobladores del reino Champa o Shampā que subsistió entre el siglo VII y el XV,

## Prehistoria
El pueblo cham se extendió desde Borneo hacia Indochina en tiempos de la llamada cultura Sa Huynh, esto es, hacia los siglos I a. C. y II a. C. Los restos cerámicos de tal cultura se encuentran en las cuevas de Niah en el Sarawak y luego en zonas de la actual Indochina, principalmente en territorios costeros correspondientes al actual Vietnam. Los sitios arqueológicos Sa Huynh son ricos en artefactos de hierro, contrastando así con sus coetáneos y vecinos de la cultura Dong Son cuyos sitios se encuentran principalmente en el Tonkín (norte de Viet Nam) y en los cuales sólo se hallan objetos metálicos de cobre y bronce.

## Historia
La historia conocida de esta etnia se inicia con la expansión china en el sudeste asiático durante la dinastía Han, tal dinastía logró tener un relativo control del territorio cham en Indochina hasta el 192 d. C., tradicionalmente una de las principales actividades del pueblo malayo-polinesio de los cham era la piratería, aunque luego lograron constituir una civilización, el reino de Champa tras adoptar el hinduismo difundido por mercaderes y migrantes hindúes.

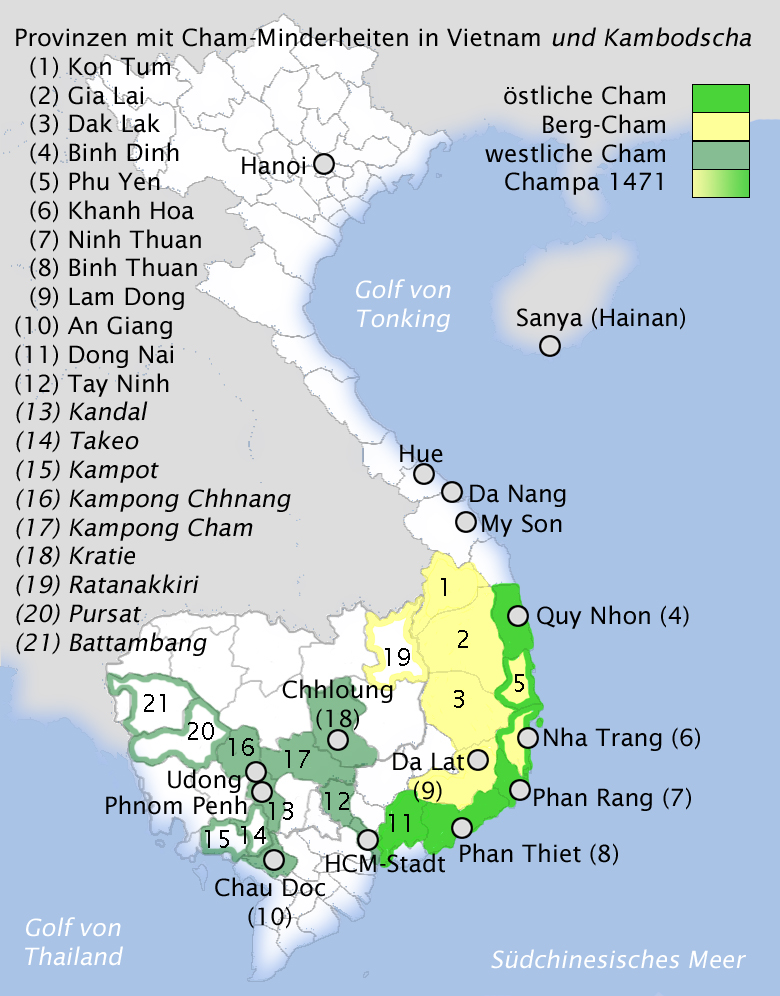
Cham People in Vietnam and Cambodia

De este modo, hacia el siglo V el viajero chino Fa Xian en su retorno desde la India a China siguiendo la ruta de las especias hizo escala en Champā, allí hizo descripciones en las cuales retrata a los chams como de grandes y rectas narices y cabellos negros ondulados, también describió sus prácticas funerarias (cremación al son de tambores). En esa época los shams eran mayoritariamente hinduistas manteniendo el sistema de varna (castas) muy semejante al de la India, si bien los shams ofrecían a la mujer una posición más importante en diversos asuntos concernientes al matrimonio y a la familia, empero habían adoptado la costumbre del satī (inmolación de las viudas en la pira funeraria del marido difunto). También mantenían la interdicción o prohibición del consumo de carne vacuna, esta última práctica aún se conserva en algunas regiones del Viet Nam.
El lenguaje escrito de los cham, estaba basado en el sánscrito (lo cual explica la frecuente toponimia hindú o de nombres propios en el reino de Champa). En la época de su apogeo este pueblo estaba dividido en dos parcialidades: Narikel Vamsa ("clan" de la nuez de coco) y ''Kramuk Vamsa ("clan" de la nuez de betel), el primero de estos "clanes" controlaba la parte norte del reino Champa, el segundo la parte sur del mismo reino.
En la actualidad la población de los cham se ha reducido; se ha producido una diáspora motivo por lo cual también se encuentran pequeños colectivos cham en Malasia, Tailandia y la isla china de Hainan.